# Allactaga severtzovi
Espèce
Synonymes
- Alactaga severtzovi Shenbrot, 1993 ssp. chorezmi

Statut de conservation UICN

 LC  : Préoccupation mineure
Allactaga severtzovi est une espèce de la famille des Dipodidés. Cette gerboise n'est pas considérée comme étant en danger par l'Union internationale pour la conservation de la nature (UICN).

## Répartition
Elle est présente au Kazakhstan, au Turkmenistan, en Ouzbékistan et au Tajikistan. Elle vit dans les déserts de sable ou d'argile.